# Església de la Mare de Déu del Do
L'església de la Mare de Déu del Do és un  temple catòlic situat a la plaça Major d'Alfafar (l'Horta Sud, País Valencià). Data del segle xviii i és un edifici representatiu del barroc popular valencià. Alberga la imatge de la Mare de Déu del Do que, segons la llegenda, es va trobar al segle xiii, durant la conquesta.

## Història
El temple actual, que substitueix a un altre anterior d'estil gòtic, va començar a construir-se el 1736 i es va obrir al culte l'any 1748. A principis del segle XX el temple es trobava considerablement deteriorat a conseqüència de guerres, saquejos i sobretot per les inclemències del temps. Diversos llamps havien danyat el campanar i la façana principal presentava esquerdes i pinacles trencats. Entre els anys 1915 i 1917 es va iniciar la restauració de la torre i la façana amb una subvenció pública de la Diputació per un valor de 2000 pessetes. La façana es va picar i es va tornar a arrebossar totalment amb una falsa distribució en carreus que encara perdura. Al campanar s'hi van afegir petits retocs modernistes i es van canviar la major part dels pinacles. Finalment es va pintar en colors pastel a la moda de l'època
Durant la Guerra Civil (1936-1939) es va incendiar el temple i es va acabar convertint en mercat i, posteriorment en teatre. La restauració va començar el 1940 de la mà del rector Fermín Vilar Taverner, que va dirigir la parròquia durant 37 anys. Es van picar les parets de guix cremades, es van tornar a arrebossar reposant les motllures, capitells, cornises, adorns, etc., no sempre amb encert i coneixement de la situació anterior a la destrucció. Es va col·locar un paviment nou de rajola hidràulica i es va pintar l'interior amb colors forts i estridents que simulen marbres i daurats d'aspecte neomodernista. A poc a poc es van anar col·locant nous altars i retaules a les capelles laterals i finalment es va construir l'altar major, de marbres diversos i bronze, que alberga la imatge de la Mare de Déu del Do. Aquest últim va ser cisellat per Manuel Peris Ferrer, marmolista d'Alboraia i Antonio Piró, orfebre de València, a imitació de l'altar major del monestir de Sant Miquel dels Reis de València.
A partir de la dècada de 1960 es va apreciar un progressiu abandonament de la protecció i restauració del temple, que es va evidenciar en el deteriorament de la seua façana principal i de la torre del campanar. Tal deteriorament va obligar a escometre una rehabilitació en 1993 que va dotar a l'església del seu aspecte actual.

## Descripció
L'edifici està construït amb maçoneria reforçada per capes de maó cuit a la romana, típic del barroc popular valencià de la primera meitat del segle xviii. Malgrat el seu caràcter anònim, evidencia un notable coneixement de les tècniques arquitectòniques i dels principis estètics del barroc. L'edifici es troba inscrit dins d'un cub a partir del qual es van traient les restants proporcions. La construcció és la tradicional, a base de pilars, arcs i voltes que van transmetent les càrregues a l'exterior. Té una torre campanar de tres cossos i rellotge, mentre que el temple és de tres naus amb creuer, cúpula i capelles laterals. Es preveia que les parets fossin arrebossades amb morter de calç i sorra i posteriorment pintades i decorades, però només la cúpula i la façana principal amb el campanar van poder ser rematades en la fase principal de l'obra. La capella de la comunió, situada en un lateral del creuer, és un petit recinte cobert de volta de canó amb llunetes dividit en tres trams i presidit per una imatge de Crist crucificat.